# Инга Јенцел
Инга Јенцел (швед. Inga Gentzel; Стокхолм, 24. април 1908 — Нићепинг, 1. јануар 1991) је била шведска атлетичарка, која се такмичила у више тркачких дисциплина, а највише успеха је имала у трци na 800 м. Била је вишеструка национална првакиња и рекордерка, а у једном тренутку је била и светска рекордерка.

## Каријера
Прво велико такмичење су биле Друге Светске женске игре у Гетеборг 1926. године. У дисциплини трчања на 1.000 метара резултатом 3:09,4 је била друга иза победнице Идит Трики из Уједињеног Краљевства
У Стокхолму 16. јуна 1928 је поставила нови светски рекорд на 800 метара од 2:20,4 минута. Светски рекорд је пред Летње олимпијске игре 1928. у Амстердаму побољшала на 2:20,0 минута, Немица Лина Радке.
У Амстердаму, су први пут на Олимпијским играма на атлетским такмичењима учествовале и жене. У трци на 800 метара прве три атлетичарке су трчале боље од постојећег светског рекорда Лине Радке. Злато је освојила Лина Радке са 2:16,8 испред Јапанке Кинуе Хитоми и Инге Јенцел, која је освојила бронзану медаљу и побољшала национални рекорд Шведске на 2:18,8.
Инга Јенсен је на Олимпијским играма учествовала и у трци штафета 4 х 100 м. Штафета је била у саставу Мауд Сундберг, Инга Јенсен, Еми Петерсон и Рут Сведберг. Штафета није успела да се пласира у финале.
Јенцелова је у периоду од 1928. до 1931. четири пута била првак Шведске на 800 метара, а 1929. била је прва и на 200 метара.
По завршетку атлетске каријере, Инга Јенсен се удала и постала певачица под именом Инга Дакслгрен. Заједно са Улом Кастегрен и Аном-Лисом Кронстрем основали су Трио Рита, који је наступао у забавном програму шведског радија.